# Igor Makarov
Igor Viktorovič Makarov nebo bělorusky Ihar Viktaravič Makarau (* 20. července 1979 Kimry, Sovětský svaz) je běloruský zápasník–judista ruské národnosti, olympijský vítěz z roku 2004.

## Sportovní kariéra
Narodil se v dnešním Rusku v Kimry do ruské rodiny. Ještě v éře Sovětského svazu se s rodiči přestěhoval za prací do běloruského Homelu. Zápasení se věnoval od 10 let. Jeho osobním trenérem byl po celou sportovní kariéru Vladimir Asin. V běloruské judistické reprezentaci se pohyboval od roku 1998 v polotěžké váze do 100 kg. V roce 2000 dostal v olympijské nominaci na olympijské hry v Sydney zkušenější Leonid Svirid.
V roce 2003 třetím místem na mistrovství světa v Osace vybojoval přímou kvalifikaci na olympijské hry v Athénách. Začátkem olympijského roku 2004 ho postihla nešťastná událost smrtí jeho matky, která ho ke sportu přivedla. Na olympijský turnaj se přes tuto nešťastnou událost připravil velmi dobře. V semifinále vybodoval Nizozemce Geesta, který z turnaje vyřadil největšího favorita Japonce Inoueho a ve finále podobným způsobem na body porazil Jihokorejce Čang Song-hoa. Získal zlatou olympijskou medaili.
Začátkem roku 2005 utrpěl vážné zranění ramene, které ho vyřadilo téměř na rok z přípravy. Po rekonvalescenci u něho nastala další komplikace a to se shazováním váhy. Nakonec tím přišel o možnost obhajovat zlatou medaili na olympijských hrách v Pekingu. V dalších letech úspěšně zápasil v těžké váze nad 100 kg a dokázal se vypořádat se změnami pravidel v roce 2010, které zakázaly přímý útok na nohy soupeře (jeho oblíbené).
V roce 2012 si zajistil účast na olympijských hrách v Londýně a po dobrém taktickém výkonu obsadil 5. místo. Před mistrovstvím světa v roce 2013 se dostal do konfliktu s reprezentačním trenérem. Ten ho kvůli slabé výkonnosti nenominoval na mistrovství světa a tímto prakticky ukončil sportovní kariéru.
V roce 2014 otevřel v Homelu judistickou školu pro děti.

### Vítězství na turnajích
- 2003 – 1x světový pohár (Moskva)
- 2006 – 1x světový pohár (Minsk)
- 2008 – 1x světový pohár (Moskva)
- 2009 – 1x světový pohár (Varšava)
- 2011 – 1x světový pohár (Čching-tao)

## Výsledky

### Váhové kategorie
| Turnaj             | 1997           | 1998           | 1999           | 2000           | 2001           | 2002           | 2003           | 2004           | 2005           | 2006           | 2007           | 2008       | 2009       | 2010       | 2011       | 2012       | 2013       |
| Turnaj             | 18             | 19             | 20             | 21             | 22             | 23             | 24             | 25             | 26             | 27             | 28             | 29         | 30         | 31         | 32         | 33         | 34         |
| Turnaj             | polotěžká váha | polotěžká váha | polotěžká váha | polotěžká váha | polotěžká váha | polotěžká váha | polotěžká váha | polotěžká váha | polotěžká váha | polotěžká váha | polotěžká váha | těžká váha | těžká váha | těžká váha | těžká váha | těžká váha | těžká váha |
| ------------------ | -------------- | -------------- | -------------- | -------------- | -------------- | -------------- | -------------- | -------------- | -------------- | -------------- | -------------- | ---------- | ---------- | ---------- | ---------- | ---------- | ---------- |
| Olympijské hry     |                |                |                | —              |                |                |                | 1.             |                |                |                | —          |            |            |            | 5.         |            |
| Mistrovství světa  | —              |                | —              |                | —              |                | 3.             |                | —              |                | úč.            |            | úč.        | úč.        | úč.        |            | —          |
| Mistrovství Evropy | —              | —              | úč.            | úč.            | úč.            | 3.             | 3.             | —              | —              | 5.             | —              | —          | 3.         | 1.         | úč.        | —          | úč.        |
| ME juniorů         | 2.             | 1.             |                |                |                |                |                |                |                |                |                |            |            |            |            |            |            |

### Bez rozdílu vah
| Mistrovství světa  | — |   | — |    | — |   | — |   | — |   | —  | úč. |  | úč. | 7. |  |  |
| Mistrovství Evropy | — | — | — | —  | — | — | — | — | — | — | 2. |     |  |     |    |  |  |
| Akademické MS      |   |   |   | 1. |   |   |   |   |   |   |    |     |  |     |    |  |  |

## Podrobnější výsledky

### Olympijské hry
| Rok      | Kategorie      |  | 1/64                        | 1/32                            | 1/16                                | čtvrtfinále                      | semifinále                         | finále                       |                             | o bronz                          | opravy                         |
| -------- | -------------- |  | --------------------------- | ------------------------------- | ----------------------------------- | -------------------------------- | ---------------------------------- | ---------------------------- | --------------------------- | -------------------------------- | ------------------------------ |
| LOH 2000 | polotěžká váha |  | nestartoval - Leonid Svirid | nestartoval - Leonid Svirid     | nestartoval - Leonid Svirid         | nestartoval - Leonid Svirid      | nestartoval - Leonid Svirid        | nestartoval - Leonid Svirid  | nestartoval - Leonid Svirid | nestartoval - Leonid Svirid      | nestartoval - Leonid Svirid    |
| LOH 2004 | polotěžká váha |  | volný los                   | výhra - 3:44/suk Askat Žitkejev | výhra - 4:52/tno (wip) Timo Peltola | výhra - yuk/kta Iveri Džikurauli | výhra - yuk/son Elco van der Geest | výhra - waz/suk Čang Song-ho |                             | —                                | —                              |
| LOH 2008 | těžká váha     |  | nestartoval - Jurij Rybak   | nestartoval - Jurij Rybak       | nestartoval - Jurij Rybak           | nestartoval - Jurij Rybak        | nestartoval - Jurij Rybak          | nestartoval - Jurij Rybak    | nestartoval - Jurij Rybak   | nestartoval - Jurij Rybak        | nestartoval - Jurij Rybak      |
| LOH 2012 | těžká váha     |  | —                           | výhra - yuk/shi Islám al-Šihabí | výhra - yuk/keg Daiki Kamikawa      | prohra - yuk/shi Kim Song-min    | —                                  | —                            |                             | prohra - 3:00/kks Andreas Tölzer | výhra - 1:30/ksk Oscar Braison |